# Vesperus gomezi
Vesperus gomezi is een keversoort uit de familie Vesperidae. De wetenschappelijke naam van de soort werd in 2004 gepubliceerd door Verdugo.